# Макаров, Алексей Валерьевич
Алексе́й Вале́рьевич Мака́ров (род. 15 февраля 1972, Омск, РСФСР, СССР) — российский актёр театра и кино.

## Биография
Родился 15 февраля 1972 года в Омске, в семье артистов эстрады Валерия Макарова и Любови Полищук. Родители развелись, когда ему было 4 года. После этого Макаров со своим отцом никогда не встречался.
Поступив на 1 курс ГИТИСа, полетел в Омск, чтобы встретиться с отцом, и не зная адреса, последовательно обошёл все квартиры в домах, где предположительно он жил, и не нашёл его. Через месяц отец скончался. Макаров считает себя его копией и по внешности, и по характеру. Отчим артиста — художник Сергей Цигаль.
С 1-го по 6-й класс учился в школе-интернате № 16 г. Москвы, поскольку мать уезжала в командировки и не могла оставить его без присмотра.
Со второй попытки поступил в ГИТИС (курс Павла Хомского). После неудачи первого поступления работал пожарным в учебном театре ГИТИСа на Тверской.
С 1994 года после окончания института работал в театре имени Моссовета. Играл в спектаклях режиссёра Андрея Житинкина «Милый друг» (Газетчик), «Венецианский купец» (Шут). Но так как больших ролей ему не предлагали, в 29 лет ушёл из театра.
В 1997 году в спектакле «Квартет для Лауры» в антрепризной постановке Андрея Житинкина сыграл в дуэте с матерью. К этому времени у него уже был небольшой опыт работы в кино («Чек», «Ворошиловский стрелок», «Дальнобойщики»). В спектакле он играл роль мужа матери. Им также руководило желание показать свой актёрский профессионализм матери. Спектакль получился удачным, антреприза объездила с ним всю страну.
В фильме «Личный номер» сыграл главную роль. Прототипом героя был секретный разведчик, но образ Макаров придумал для себя сам. На съёмках фильма сломал ногу при самостоятельном выполнении трюка, из-за чего съёмки были остановлены на полтора месяца.

## Участие в телепроектах
В 2003 году участвовал в «Форте Боярд». Капитаны команды и участники: Евгения Крюкова, Михаил Ефремов, Екатерина Коновалова, Анатолий Журавлёв и Александр Минаков, выигрыш — 27 840.
В 2005 году участвовал в телеигре «Угадай мелодию» вместе с Агриппиной Стекловой и Александром Носиком и выбыл в третьем туре.
Участвовал в проекте Первого канала «Ледниковый период» в паре с фигуристкой и певицей Анной Семенович.
8 февраля 2016 год вместе с Леонидом Барацем — гость телешоу «Вечерний Ургант», в котором рассказывалось о съёмках фильма «День выборов 2».

## Фильмография
| Год  |   | Название                            | Роль                                                                                             |
| ---- | - | ----------------------------------- | ------------------------------------------------------------------------------------------------ |
| 1995 | ф | На углу, у Патриарших               | цыган                                                                                            |
| 1999 | ф | Ворошиловский стрелок               | Борис Чуханов                                                                                    |
| 2000 | ф | Чек                                 | Илья                                                                                             |
| 2000 | ф | В августе 44-го…                    | майор-танкист в «Виллисе»                                                                        |
| 2001 | с | Дальнобойщики                       | Сергей                                                                                           |
| 2001 | с | Ростов-папа                         | Стёпа, курсант                                                                                   |
| 2002 | ф | В движении                          | Алексей                                                                                          |
| 2002 | с | Дневник убийцы                      | Андрей Савин, бывший однокурсник Полины                                                          |
| 2002 | с | Главные роли                        |                                                                                                  |
| 2002 | ф | Светские хроники                    | Энди Джонс                                                                                       |
| 2003 | ф | Пятый Ангел                         | Степан                                                                                           |
| 2003 | с | Ребята из нашего города             | Сомов                                                                                            |
| 2003 | с | Каменская 3. Фильм 1. Иллюзия греха | Аслан, преподаватель математики                                                                  |
| 2003 | ф | Не привыкайте к чудесам             | Костик                                                                                           |
| 2003 | с | Чистые ключи                        | Альберт                                                                                          |
| 2004 | с | Московская сага                     | Александр Шереметьев                                                                             |
| 2004 | ф | Личный номер                        | майор Смолин                                                                                     |
| 2004 | ф | Чудеса в Решетове                   | Иван                                                                                             |
| 2005 | ф | Требуется няня                      | Андрей                                                                                           |
| 2005 | с | Самая красивая                      | Виктор                                                                                           |
| 2005 | с | Умножающий печаль                   | Сергей Ордынцев, «Верный конь»                                                                   |
| 2005 | с | Моя прекрасная няня                 | Димася, врач, новый возлюбленный Виктории; он же уголовник / вор по прозвищу «Хирург» (49 серия) |
| 2006 | с | Офицеры                             | Егор Осоргин, «Ставр»                                                                            |
| 2006 | ф | Знаки любви                         | Алексей                                                                                          |
| 2006 | ф | Девочки                             |                                                                                                  |
| 2006 | с | Не было бы счастья…                 | Балашов                                                                                          |
| 2007 | с | Оплачено смертью                    |                                                                                                  |
| 2007 | ф | Суженый-ряженый                     | Фёдор Степанович Бондарев                                                                        |
| 2007 | ф | Ночные сёстры                       | Кирилл Иванович Шнек                                                                             |
| 2008 | с | Самая красивая 2                    | Виктор                                                                                           |
| 2009 | с | Цепь                                | Виктор                                                                                           |
| 2009 | ф | Снежный человек                     | Саша                                                                                             |
| 2009 | ф | Первая попытка                      | Женя Смолин, первый муж Мары, журналист                                                          |
| 2009 | с | Офицеры                             | Егор «Ставр»                                                                                     |
| 2009 | ф | Царь                                | воевода Колычёв                                                                                  |
| 2010 | ф | Карусель                            | Андрей Корнилов                                                                                  |
| 2010 | ф | Сильная слабая женщина              | Николай Черкасов                                                                                 |
| 2010 | с | Немного не в себе                   | Михаил, командир воздушного судна                                                                |
| 2010 | ф | Рысь                                | майор Ракитин                                                                                    |
| 2010 | ф | Дальше любовь                       | Эдик                                                                                             |
| 2010 | с | Анжелика                            | Алексей                                                                                          |
| 2011 | ф | На крючке!                          | Денис Поликарпов                                                                                 |
| 2011 | ф | Чистая проба                        | Шериф                                                                                            |
| 2011 | ф | Настоящие                           | Пётр Гривин                                                                                      |
| 2011 | ф | О чём ещё говорят мужчины           | Паша                                                                                             |
| 2011 | с | Лектор                              | Олег Корж                                                                                        |
| 2011 | с | Отдел С.С.С.Р.                      | Сергей Головков                                                                                  |
| 2012 | ф | Красавица и чудовище                | Малыгин                                                                                          |
| 2012 | ф | Личное дело майора Баранова         | майор Баранов                                                                                    |
| 2012 | ф | 1812: Уланская баллада              | Троицкий, командир лейб-уланского полка                                                          |
| 2013 | ф | Три мушкетёра                       | Портос                                                                                           |
| 2013 | ф | Раз, два! Люблю тебя!               | Владимир                                                                                         |
| 2013 | с | Сильнее судьбы                      | Андрей                                                                                           |
| 2013 | ф | Пока ещё жива                       | Борис                                                                                            |
| 2014 | ф | Уйти, чтобы вернуться               | Илья Николаевич                                                                                  |
| 2014 | ф | Время собирать                      | Алексей                                                                                          |
| 2014 | ф | Подарок с характером                | Кирилл                                                                                           |
| 2014 | с | Вдова                               | Поташов                                                                                          |
| 2014 | с | Верю не верю                        | Степан                                                                                           |
| 2015 | с | И в горе, и в радости               |                                                                                                  |
| 2016 | ф | День выборов 2                      | Балашов                                                                                          |
| 2016 | с | Частица вселенной                   | Андрей Каманин                                                                                   |
| 2016 | с | Куба                                | Андрей Григорьевич Кубанков                                                                      |
| 2017 | ф | История одного назначения           | Сергей Толстой                                                                                   |
| 2017 | ф | Против всех правил                  | Алексей Верещагин                                                                                |
| 2017 | ф | Короткие волны                      | Лабр                                                                                             |
| 2018 | с | Сын                                 | Юрий Николаевич Марков                                                                           |
| 2018 | с | Девочки не сдаются                  | Максим, адвокат                                                                                  |
| 2018 | ф | Московские тайны. Семь сестёр       | Максим Анатольевич Зарубин, бизнесмен                                                            |
| 2019 | с | Куба. Личное дело                   | капитан / майор Андрей Григорьевич Кубанков                                                      |
| 2019 | с | Пекарь и красавица                  | Платон                                                                                           |
| 2019 | с | СМЕРШ                               | Георгий Волков, капитан госбезопасности, дипкурьер                                               |
| 2019 | с | Доктор Рихтер 3                     | Павел                                                                                            |
| 2019 | ф | Гроза                               | Савёл Прокофьевич Дикой, мэр города Калинова                                                     |
| 2020 | с | Разбитое зеркало                    | Паша                                                                                             |
| 2020 | с | Гости из прошлого                   | Сергей, бизнесмен                                                                                |
| 2021 | с | Полёт                               | Кирилл, муж Иры                                                                                  |
| 2021 | с | Полярный 2                          | Альберт Владимирович Бородулин, начальник Раисы Борисовны из Москвы                              |
| 2021 | с | Happy End                           | Дмитрий, друг Полины                                                                             |
| 2023 | с | Актрисы                             | Гера, актёр                                                                                      |
| 2023 | с | Ухожу красиво                       | депутат                                                                                          |
| 2023 | с | Родные люди (новелла «Москва»)      | Алексей Макаров                                                                                  |
| 2024 | с | Казачок                             | Виктор, папа Стёпы                                                                               |
| 2025 | с | Министерство Всего Хорошего         | Виктор                                                                                           |

## Личная жизнь
После расставания с мужем Валерием Любовь Полищук воспитывала сына одна. Она помогла ему сделать первые шаги на сцене. Примерно с 1999 года Макаров стал злоупотреблять спиртным и через 10 лет преодолел это, во многом благодаря матери.
Первая жена — журналистка Мария Сперанская (родилась 1963 года), в браке были 3 года. Макаров утверждает, что это был его единственный официальный брак.
Вторая жена — артистка балета Ольга Силаенкова.
Виктория Богатырёва (родилась 5 ноября 1979 года) — актриса театра и кино. Не вступив с ней в брак, Макаров поддерживает дружеские отношения, дочь Варвара (род. 23 февраля 2010 года).
Третья жена (1 ноября 2011 года — 2 июля 2013 года) — актриса Мария Миронова.
В 2022 году тайно женился в 4-й раз на Полине, которая младше его на 23 года. Окончила педагогический вуз, работала бортпроводницей.

## Награды
- Премия ФСБ России (номинация «Актёрская работа», поощрительный диплом, 2006) — за роль офицера ФСБ майора Смолина в художественном фильме «Личный номер», основанном на трагических событиях 2002 года в Москве, когда террористами были захвачены заложники на мюзикле «Норд-Ост»[10].
- Приз «Лучшая мужская роль в сериале» (сериал «Частица вселенной») III-го Кинофестиваля «17 мгновений…» имени Вячеслава Тихонова (2019)[11].